# Марк Валијенте
Марк Валијенте Ернандез (шп. Marc Valiente Hernández; Гранољерс, 29. март 1987) бивши је шпански фудбалер. Висок је 184 центиметра а играо је на позицији центархалфа.

## Каријера

### Барселона
Валијенте је рођен у Гранољерсу, граду у покрајини Барселони, аутономне заједнице Каталоније. Своје фудбалско школовање започео је у академији Барселоне. Прошавши све млађе селекције овог клуба, Валијенте је био капитен екипе свог узраста. Неки од саиграча у тој генерацији били су му Сеск Фабрегас, Лионел Меси, Жерард Пике и Педро Родригез. Играјући за резерве клуба, Валијенте је са другом и трећом екипом Барселоне забележио 95 наступа и 4 гола у нижим лигама Шпаније. Тренинзима првог тима Барселоне прикључен је код тренера Франка Рајкарда. За први тим Барселоне званично је дебитовао на утакмици против екипе Бадалоне, одиграној у оквиру Купа Шпаније 8. новембра 2006. године, када је у игру ушао у другом полувремену.

### Севиља
Након турбуленција у вези са његовом будућношћу, Валијенте се у јулу 2008. године, по одласку из Блаугране, преселио у Севиљу. Прву сезону провео је са резервама Андалужана, где је у већем делу такмичарске године био стартер. Повреде играча првог тима, пре свих Федерика Фација, допринеле су Валијентеовом дебитантском наступу у Ла Лиги, 21. новембра, 2009. године, када је на терену почео утакмицу против Тенерифеа, коју је екипа Севиље добила резултатом 2-1. До краја сезоне, Валијенте је наступио још и против Спортинга из Хихона, заменивши повређеног Адријана Кореју, односно против свог бившег клуба, Барселоне, када је одиграо први део утакмице. Поред лигашких утакмица, Валијенте је за први тим Севиље два пута наступио у Купу Краља, освојивши ово такмичење за сезону 2009/10. Такође, Валијенте је током сезоне са резервистима клуба наступао у Трећој лиги Шпаније, где је постигао један гол на 25 одиграних утакмица као стартер.

### Реал Ваљадолид
У јулу 2010. Валијенте је приступио Реалу из Ваљадолида, који је те године испао у другу лигу и са овим клубом потписао трогодишњи уговор. Свој први погодак за Реал Ваљадолид и једини за своју екипу на утакмици, Валијенте је постигао 19. септембра у поразу од екипе Бетиса, резултатом 2-1. До краја прве сезоне у свом новом клубу, прецизан је био још у голеади против екипе Нумансије, завршеној резултатом 5-4 у корист противника. Забележивши 33 наступа на којима је постигао и један погодак у другом степену такмичења, Валијенте је допринео повратку клуба у Прву лигу Шпаније, за сезону 2012/13. Током пет сезона проведених у Ваљадолиду, Валијенте је одиграо укупно 157 утакмица у дресу Реала у свим такмичењима и постигао укупно 5 погодака.

### Макаби Хаифа
Дана 2. јула, 2015. године, Валијенте је прешао у фудбалски клуб Макаби из Хаифе, што је био први инострани ангажман у његовој каријери. Са клубом је склопио сарадњу на три године, годишња плата је договорена на 350 хиљада евра, док је његовом бившем клубу припало обештећење од 250 хиљада. Током боравка у Израелу, Валијенте је био један од неколицине Шпанаца у тамошњем првенству, чије су игре биле медијски пропраћене у њиховој домовини. Са овом екипом освојио је Куп Израела за сезону 2015/16.

### Епен
Након две сезоне које је као играч провео на Блиском истоку, Валијенте се лета 2017. преселио у западну Европу и приступио фудбалском клубу Епену из истоименог града у Белгији. За екипу Епена, Валијенте је био стрелац у утакмици одиграној у Синт Тројден против истоимене екипе, 4. новембра 2017.

### Партизан
Средином јуна 2018, појавила се информација да је Партизан заинтересован за Валијентеа, са којим је тадашњи тренер клуба, Мирослав Ђукић, сарађивао у Реалу из Ваљадолида. Неколико дана касније, 26. јуна, Валијенте је потписао двогодишњи уговор са Партизаном. Екипи се прикључио на припремама у Словенији наредног дана, када је задужио број 6 на дресу. Валијенте је тако постао први шпански фудбалер у историји Партизана. За екипу Партизана Валијенте је дебитовао 3. јула, ушавши у игру у другом полувремену пријатељске утакмице против екипе Зорје, коју је Партизан изгубио резултатом 1-0. Он је, потом и званично наступио за клуб у утакмици првог кола квалификација за Лигу Европе у сезони 2018/19, против екипе Рудара из Пљеваља. На тој утакмици нашао се у стартној постави Партизана, у тандему са Светозаром Марковићем, да би га у 77. минуту на терену заменио Немања Р. Милетић. Валијенте је, потом, дебитовао и у Суперлиги Србије, 22. јула 2018, на гостовању Раднику у Сурдулици, где је Партизан поражен резултатом 1-0. По окончању сезоне 2018/19, портал Моцартспорт је објавио вест да је Валијенте пред одласком из Партизана, а до званичног раскида сарадње је дошло 23. јула 2019. године. Валијенте је у дресу Партизана одиграо 41 утакмицу и постигао један гол, а освојио је Куп Србије.

### Спортинг Хихон
Дана 25. јула 2019. године, Валијенте је потписао двогодишњи уговор са Спортингом из Хихона.

## Репрезентација
Валијенте је наступао за репрезентације Шпаније до 19 и 20 година старости, а у омладинском узрасту освојио је и Европско првенство, 2006. године. Крајем 2013, Ваљенте је добио позив за селекцију Каталоније. За ову екипу дебитовао је претпоследњег дана исте године у пријатељској утакмици против Зеленортских Острва и играо до 68. минута, када га је на терену заменио Ориол Росел.

## Статистика

#### Клупска
| Клуб           | Сезона   | Лига                  | Лига    | Лига   | Национални куп | Национални куп | Лига куп | Лига куп | Европа  | Европа | Остало  | Остало | Укупно  | Укупно |
| Клуб           | Сезона   | Дивизија              | Наступа | Голова | Наступа        | Голова         | Наступа  | Голова   | Наступа | Голова | Наступа | Голова | Наступа | Голова |
| -------------- | -------- | --------------------- | ------- | ------ | -------------- | -------------- | -------- | -------- | ------- | ------ | ------- | ------ | ------- | ------ |
| Барселона Ц    | 2005/06. | Четврта лига Шпаније  | 9       | 0      | —              | —              | —        | —        | —       | —      | —       | —      | 9       | 0      |
| Барселона Б    | 2005/06. | Трећа лига Шпаније    | 27      | 2      | —              | —              | —        | —        | —       | —      | —       | —      | 27      | 2      |
| Барселона Б    | 2006/07. | Трећа лига Шпаније    | 30      | 2      | —              | —              | —        | —        | —       | —      | —       | —      | 30      | 2      |
| Барселона Б    | 2007/08. | Четврта лига Шпаније  | 29      | 0      | —              | —              | —        | —        | —       | —      | —       | —      | 29      | 0      |
| Барселона Б    | Укупно   | Укупно                | 86      | 4      | —              | —              | —        | —        | —       | —      | —       | —      | 86      | 4      |
| Барселона      | 2006/07. | Прва лига Шпаније     | 0       | 0      | 1              | 0              | —        | —        | 0       | 0      | 0       | 0      | 1       | 0      |
| Барселона      | 2007/08. | Прва лига Шпаније     | 0       | 0      | 1              | 0              | —        | —        | 0       | 0      | —       | —      | 1       | 0      |
| Барселона      | Укупно   | Укупно                | 0       | 0      | 2              | 0              | —        | —        | 0       | 0      | 0       | 0      | 2       | 0      |
| Севиља Б       | 2008/09. | Друга лига Шпаније    | 33      | 0      | —              | —              | —        | —        | —       | —      | —       | —      | 33      | 0      |
| Севиља Б       | 2009/10. | Трећа лига Шпаније    | 25      | 1      | —              | —              | —        | —        | —       | —      | —       | —      | 25      | 1      |
| Севиља Б       | Укупно   | Укупно                | 58      | 1      | —              | —              | —        | —        | —       | —      | —       | —      | 58      | 1      |
| Севиља         | 2009/10. | Прва лига Шпаније     | 3       | 0      | 2              | 0              | —        | —        | 0       | 0      | —       | —      | 5       | 0      |
| Реал Ваљадолид | 2010/11. | Друга лига Шпаније    | 24      | 2      | 1              | 0              | —        | —        | —       | —      | 2       | 0      | 27      | 2      |
| Реал Ваљадолид | 2011/12. | Друга лига Шпаније    | 33      | 1      | 0              | 0              | —        | —        | —       | —      | 4       | 0      | 37      | 1      |
| Реал Ваљадолид | 2012/13. | Прва лига Шпаније     | 28      | 0      | 2              | 0              | —        | —        | —       | —      | —       | —      | 30      | 0      |
| Реал Ваљадолид | 2013/14. | Прва лига Шпаније     | 29      | 1      | 1              | 0              | —        | —        | —       | —      | —       | —      | 30      | 1      |
| Реал Ваљадолид | 2014/15. | Друга лига Шпаније    | 31      | 1      | 2              | 0              | —        | —        | —       | —      | —       | —      | 33      | 1      |
| Реал Ваљадолид | Укупно   | Укупно                | 145     | 5      | 6              | 0              | —        | —        | —       | —      | 6       | 0      | 157     | 5      |
| Макаби Хаифа   | 2015/16. | Премијер лига Израела | 30      | 1      | 4              | 0              | 1        | 0        | —       | —      | —       | —      | 35      | 1      |
| Макаби Хаифа   | 2016/17. | Премијер лига Израела | 19      | 0      | 1              | 0              | 2        | 0        | 2       | 0      | 1       | 0      | 25      | 0      |
| Макаби Хаифа   | Укупно   | Укупно                | 49      | 1      | 5              | 0              | 3        | 0        | 2       | 0      | 1       | 0      | 60      | 1      |
| Епен           | 2017/18. | Прва лига Белгије     | 24      | 1      | 2              | 0              | —        | —        | —       | —      | 7       | 0      | 33      | 1      |
| Партизан       | 2018/19. | Суперлига Србије      | 31      | 0      | 2              | 1              | —        | —        | 8       | 0      | —       | —      | 41      | 1      |
| Каријера       | Каријера | Каријера              | 405     | 12     | 17             | 1              | 3        | 0        | 10      | 0      | 14      | 0      | 449     | 13     |

- Ажурирано 25. јула 2019. године.[1][3][10][11]

## Трофеји

### Са клубом
Севиља
- Куп Краља: 2009/10.[10]

Макаби Хаифа
- Куп Израела: 2015/16.[1]

Партизан
- Куп Србије: 2018/19.

### Са репрезентацијом
Шпанија до 19
- Европско првенство за играче до 19 година: 2006.[3]